# 宇都宮貞宗
宇都宮 貞宗（うつのみや さだむね、生没年不詳）は、鎌倉時代末期から南北朝時代の武士。宇都宮泰宗の嫡男で、異母兄に武茂時綱、実弟に宇都宮貞泰がいる。官途名は三河権守。鎌倉時代末期に伊予国の守護を務めている。

## 経歴
現在の宇都宮氏の系図のほとんどに貞宗の名前は無いが、『尊卑分脈』には泰宗の子として時綱・貞宗・貞泰が兄弟として記載されていることや、後述のように元弘の乱で伊予守護として反幕府勢力として交戦していることから、実在の人物であることに問題は無い。
市村貞男は嘉暦2年2月2日（1327年2月24日）に死去したと伝えられている（『常楽記』）父・泰宗の存命中に貞宗が守護に任じられていることや、泰宗自身にも伊予での活動の形跡がみられることから、泰宗も伊予守護に補任されて、その隠居後に貞宗が後を継いだと推測している。
元応元年（1319年）閏7月に安芸国の小早川朝平が瀬戸内海の海賊を捉えたことを「伊与守護人狩野◯河三郎貞宗」が六波羅探題に報告したことが知られているが、これは宇都宮貞宗の仮名である狩野三河三郎のことを指すと思われ（狩野は宇都宮氏の勢力圏であった下野国那須郡狩野郷のことか）、この時には既に伊予守護の地位にあったことを示している。
元弘の変でも楠木正成討伐に下野宇都宮氏の宇都宮高綱と共に「宇都宮三河守」も参陣したことが知られるが（『太平記』）、後に伊予本国で反幕府の挙兵が動きがあったことによって急遽帰国して、兄弟である喜多郡地頭の宇都宮遠江守（貞泰）および美濃入道（武茂時綱）と共に反幕府勢力と戦った。また、反幕府側の忽那氏側の軍忠次第注文にも「府中守護三河権守貞宗」と戦った実績が記載されている。
鎌倉幕府の滅亡後に伊予守護の地位を失った貞宗の動向については不明な点が多いが、中先代の乱を鎮圧に向かった足利尊氏傘下の将の中に宇津宮三河権守・遠江前司の名前があり、これは貞宗・貞泰兄弟とみられる。その後、出家して三河入道道眼（あるいは道経）と名乗った貞宗は康永3年（1344年）に室町幕府の引付衆（三番）に任ぜられる（なお、弟で遠江入道蓮智と名乗っていた貞泰も同時に引付衆に任ぜられて二番に配属されている）。その後、四條畷の戦いでは貞泰と共に幕府方の一員として活躍し、足利義詮の時代にも評定衆として活動している。更に応安2年（1369年）8月に書写された刀剣目利書(元は正和3年に名越遠江入道崇喜が書いたもの)の写本の奥書に書かれた「宇都宮参河入道順阿 八十二歳」も貞宗の可能性がある。晩年は刀の目利きに通じた同朋衆として足利義満に仕えたようである。
宇都宮三河入道には一時期、摂津親秀の養子となっていた息子がいたのが確認されており、三河三郎、後に三河守を称していた宇都宮詮綱がその息子であった可能性が高い。ただし、この三河三郎は観応の擾乱では一時は足利直義方について吉良満貞・石塔頼房と共に美濃国の尊氏方を攻撃しているため、その後降伏して許されたものの不遇の時期があったようである。市村高男は伝承では泰宗の叔父である宇都宮盛綱を祖と伝えられている美濃宇都宮氏が後に室町幕府奉公衆となっている事実関係を踏まえ、弟の貞泰と異なって鎌倉幕府滅亡後に伊予の拠点を失った貞宗もしくは詮綱が美濃にあった宇都宮氏の所領を継承もしくは新たに所領を得て美濃に新しい本拠地を展開して、美濃宇都宮氏＝室町幕府奉公衆になった可能性を指摘している。